# Bahnhof Seebrugg
Der Bahnhof Seebrugg ist der Endbahnhof der Dreiseenbahn und ist nach dem Weiler Seebrugg benannt.

## Geschichte

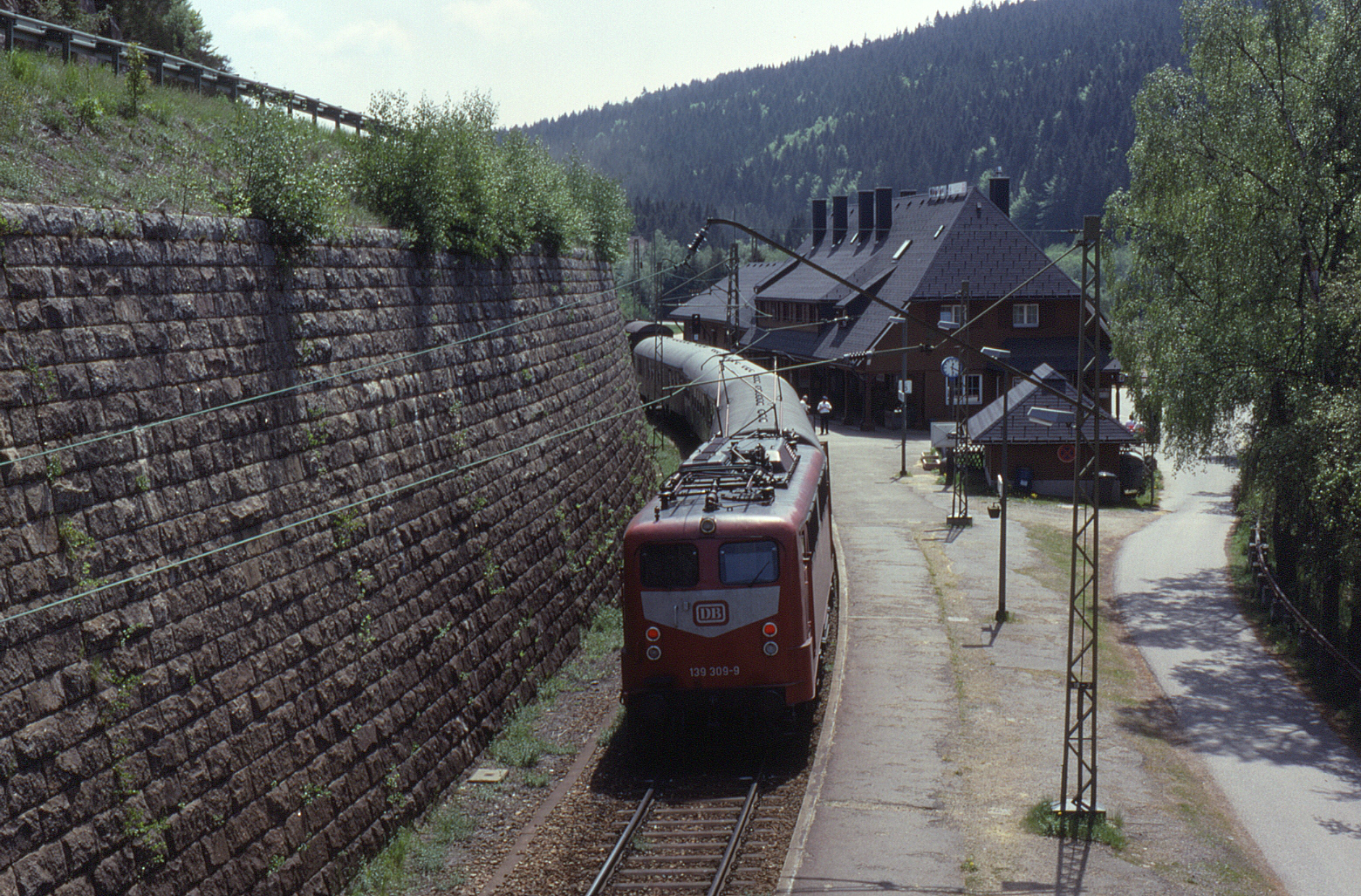
Der Bahnsteig in Seebrugg mit einem Eilzug, 1992

Der Bahnhof wurde am 1. Dezember 1926 als Endbahnhof der Dreiseenbahn in Betrieb genommen. Mit Einstellung des InterRegio-Zugpaars Höllental am 14. Dezember 2002, dessen Zuggarnitur über Nacht in Seebrugg abgestellt wurde, verlor die Station an betrieblicher Bedeutung.

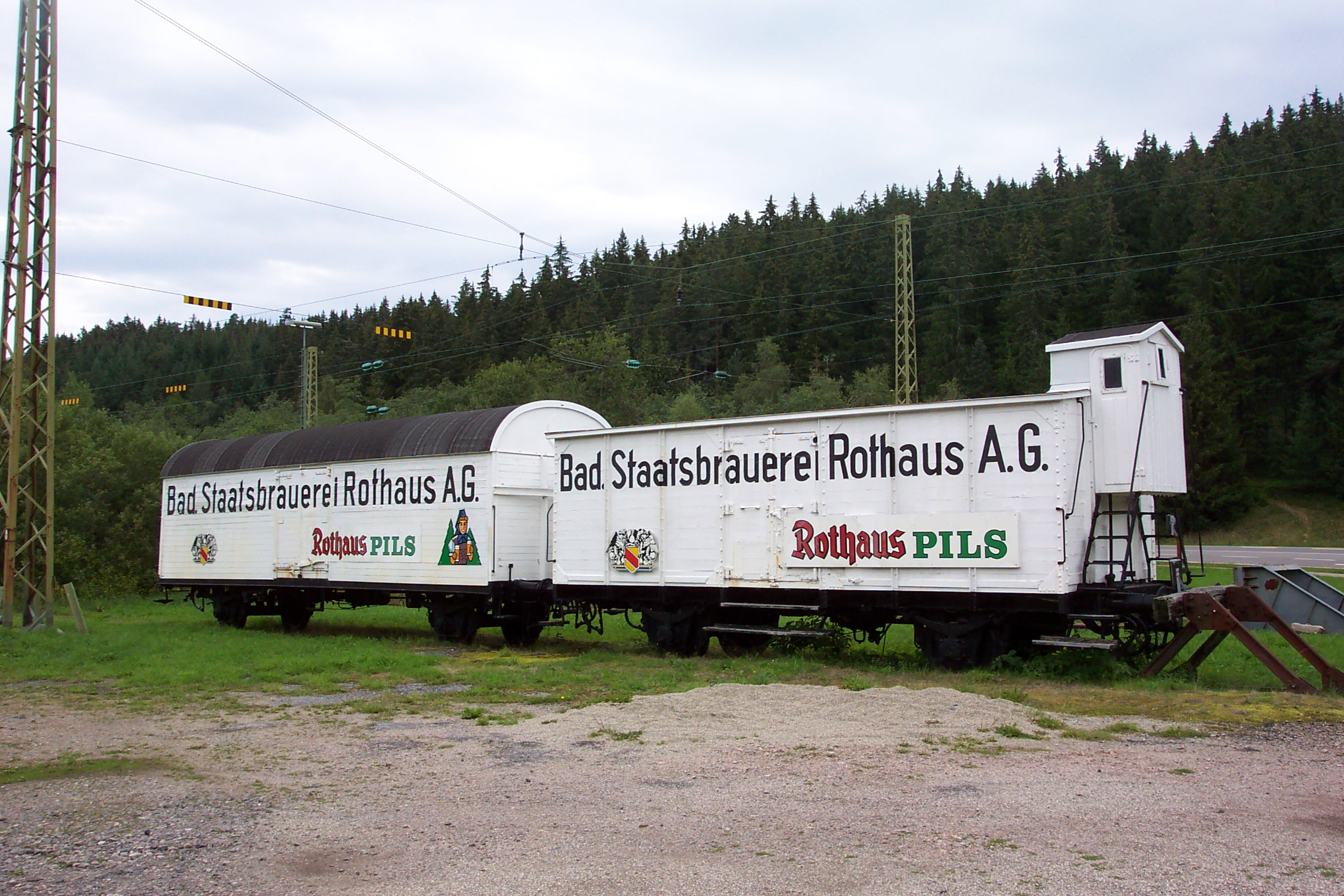
Rothaus-Kühlwagen

Seebrugg war früher Umschlagpunkt für den Güterverkehr der Badischen Staatsbrauerei Rothaus, die etwa fünf Kilometer entfernt liegt. Seit 1976 dieser Güterverkehr auf die Straße verlegt wurde, standen zwei Bierkühlwagen mit Rothaus-Reklame auf einem Gleisstück am Ende des Bahnhofs. Im Jahr 2012 wurden die Wagen durch den Verein IG 3-Seenbahn wieder auf ein befahrbares Gleis gesetzt.
Zudem diente der Bahnhof früher als Verladestelle für Holz sowie für Uranerz aus der nahegelegenen Grube Krunkelbach in Menzenschwand.
Im Jahr 2016 wurde der Personenbahnhof zusammen mit den anderen Bahnhöfen der Dreiseenbahn umfangreich saniert, wobei unter anderem der Bahnsteig auf 55 cm erhöht und auf 140 m verkürzt wurde.

## Infrastruktur
Der Bahnhof besitzt ein Bahnsteiggleis, das als Gleis 1 bezeichnet wird, betrieblich jedoch die Nummer 6 hat. Dies ist eine Besonderheit des Funkleitbetriebs. Zwischen Gleis 6 und den restlichen Gleisanlagen befindet sich eine Gleissperre. Diese Gleissperre besitzt eine Schlüsselabhängigkeit zum Deckungssignal des Bahnhofs und kann zum Rangieren mit Erlaubnis des Zugleiters in Titisee abgelegt werden.
Das Empfangsgebäude ist weitgehend im Originalzustand erhalten. Im Erdgeschoss befinden sich neben der (derzeit geschlossenen) Bahnhofsgaststätte auch ein Wartesaal, der noch über seine Gepäckabfertigung und den Fahrkartenschalter verfügt, sowie einige Betriebsräume. Im Obergeschoss befinden sich drei Personalwohnungen.
Im ehemaligen Güterschuppen, der an das Empfangsgebäude anschließt, befindet sich heute eine Tauchbasis für das Tauchen im Schluchsee.
Der Güterbahnhof verfügt über eine Ladestraße mit Kopf- und Seitenrampe, eine Gleiswaage, ein Lademaß und einen Wasserkran. Eine Untersuchungsgrube war ebenfalls vorhanden, wurde jedoch im Vorfeld der Gleissanierung wegen Baufälligkeit entfernt.
Auf dem Gelände befindet sich zudem ein Lokschuppen.
Die Gleise, auch das Lokschuppengleis, waren ursprünglich vollständig mit Oberleitung überspannt. Diese wurde jedoch im Jahr 2008 mit Ausnahme von Gleis 6 abgebaut.

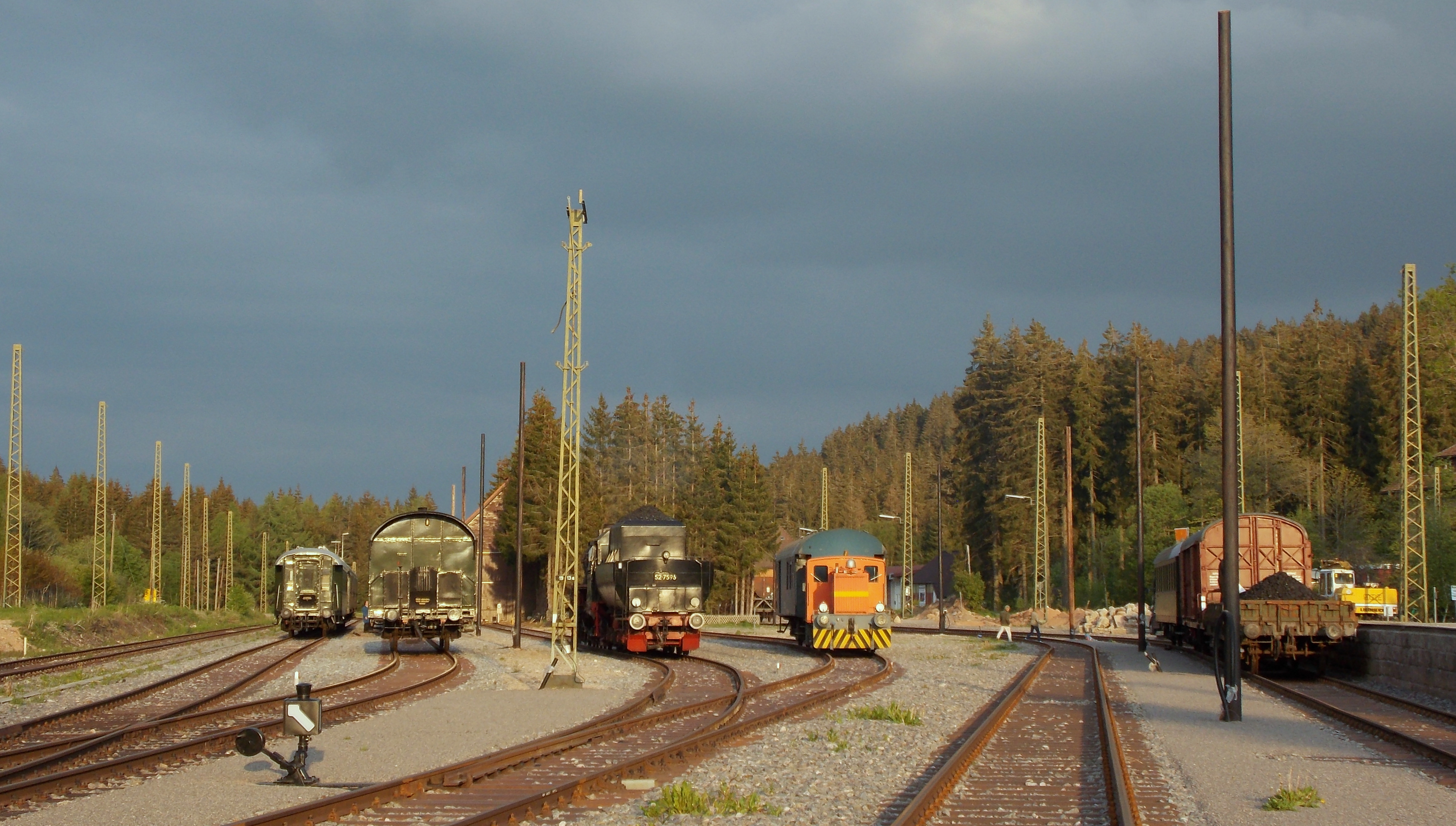
Die Gleisanlagen des Güterbahnhofs. Die Gleisnummern sind von links nach rechts 1–5 und 7–8
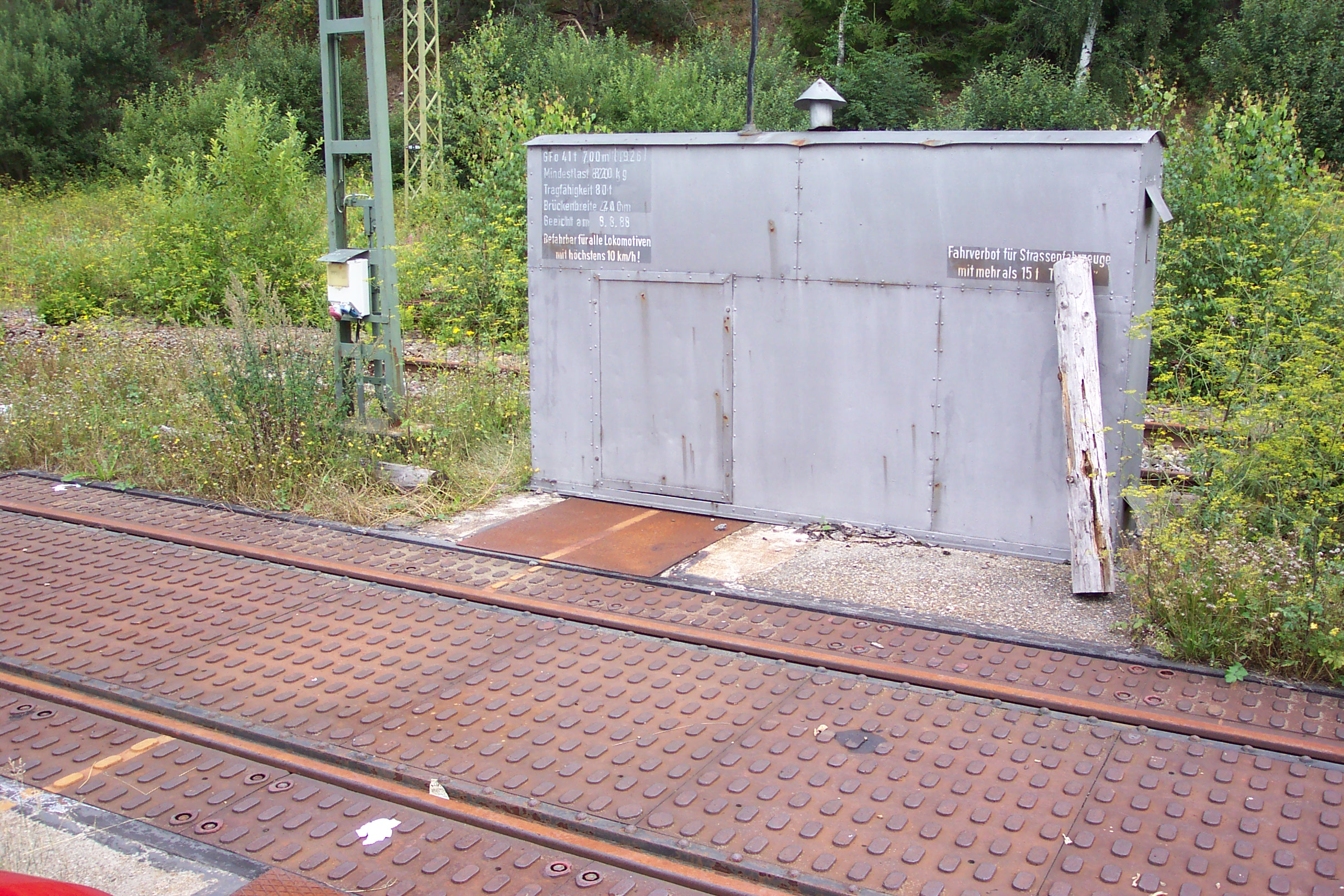
Die Gleiswaage, hier noch im unsanierten Zustand
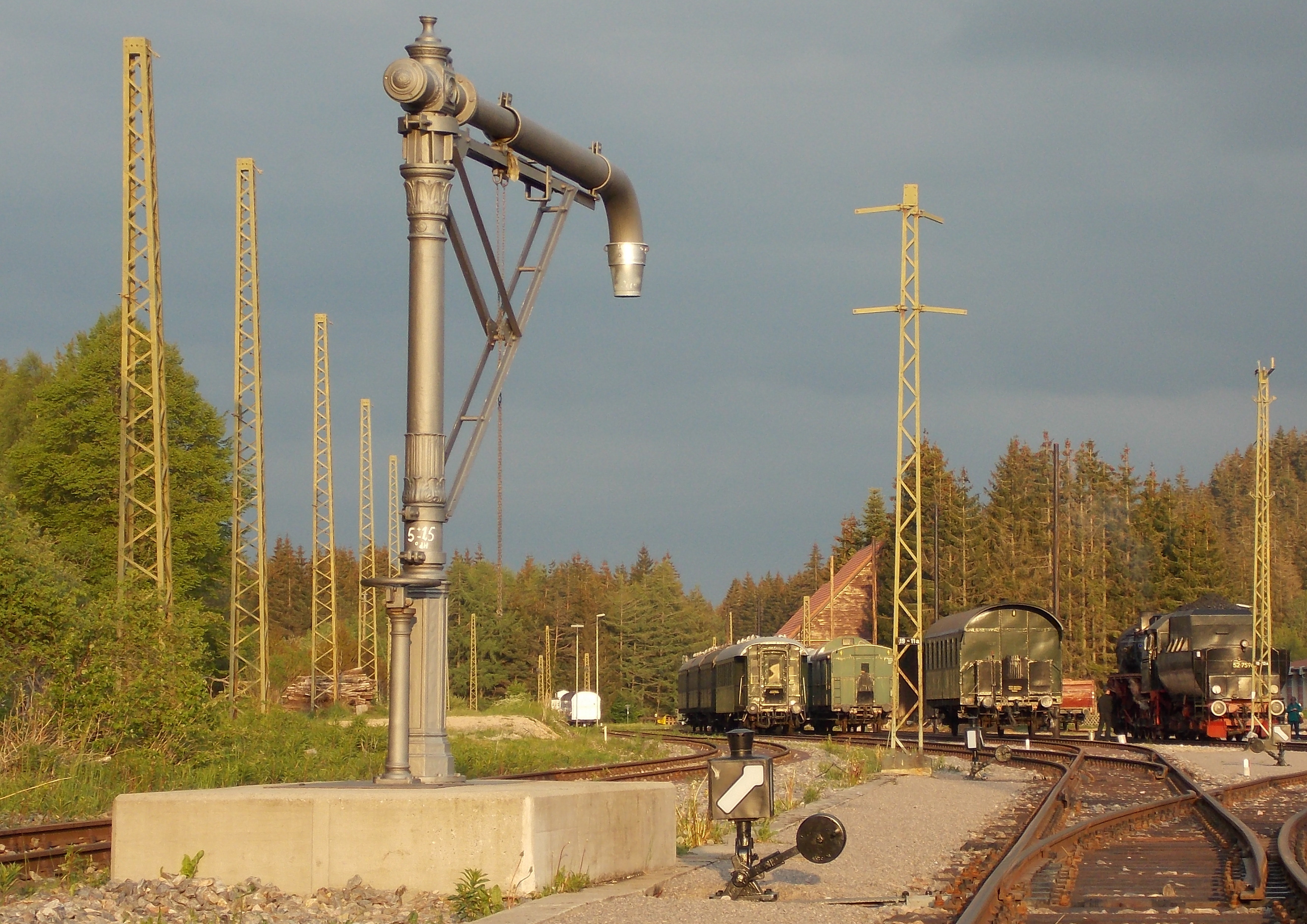
Der im Jahr 2010 wiederaufgebaute Wasserkran
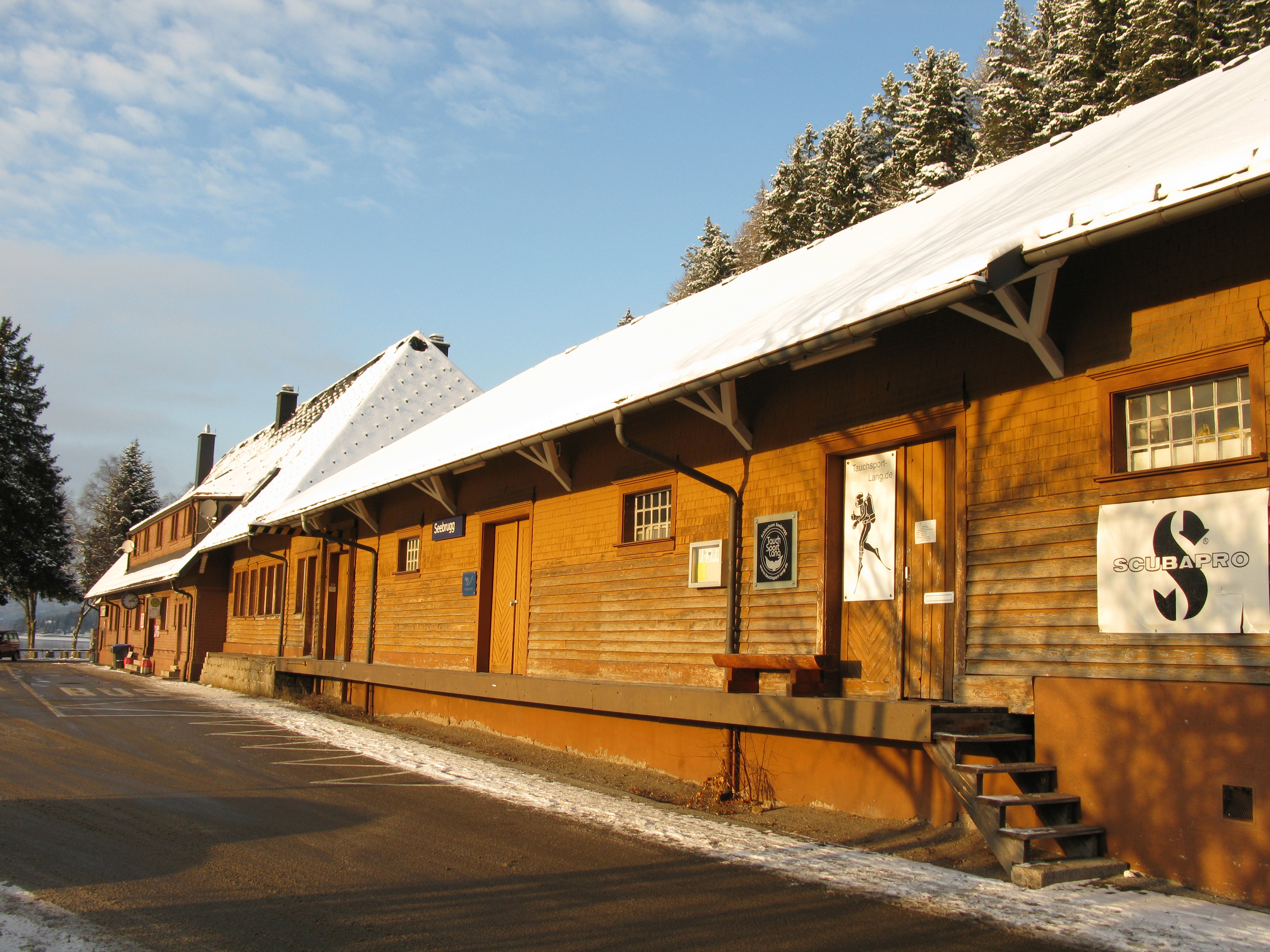
Die Straßenseite des Güterschuppens
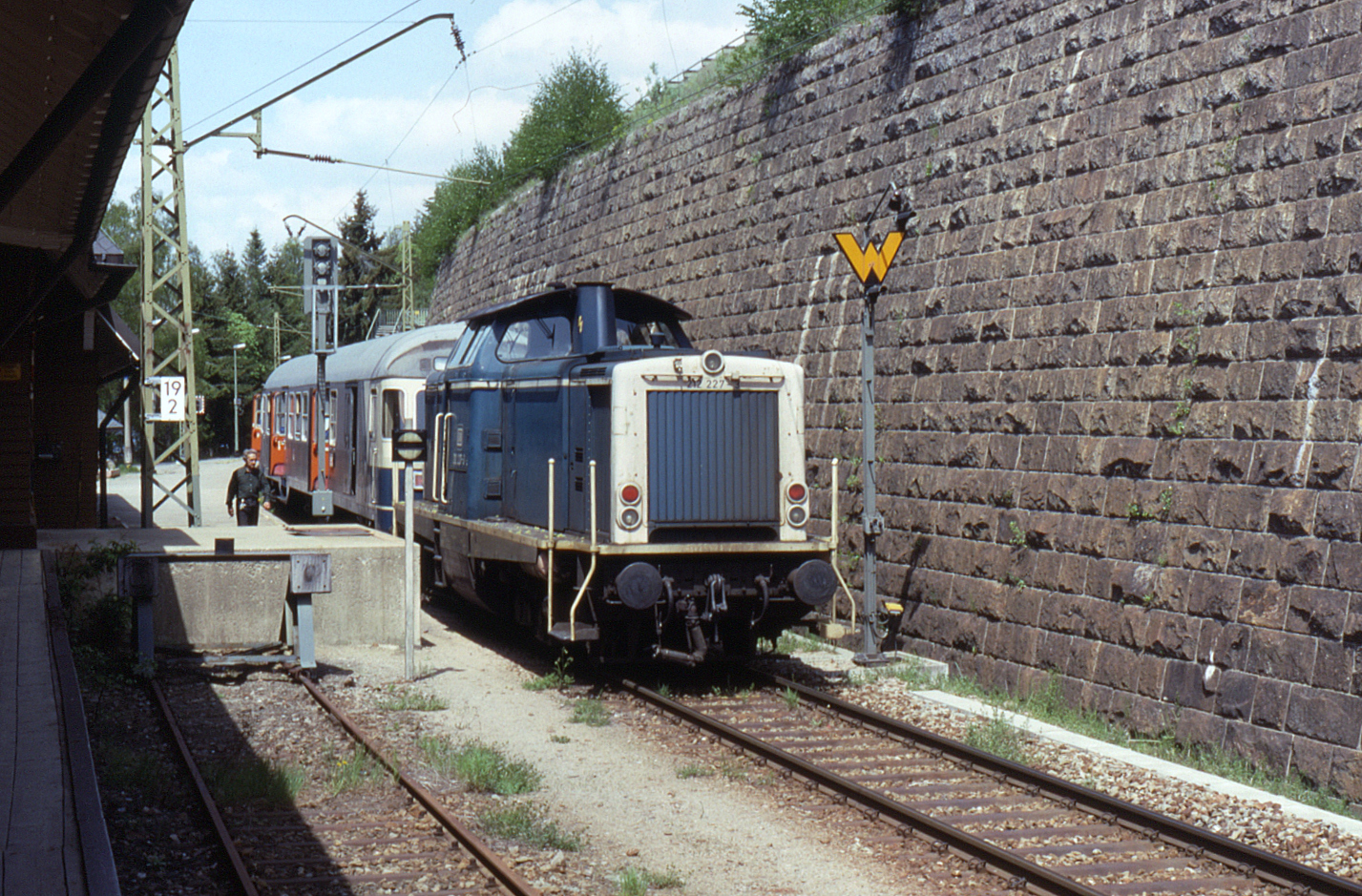
Wartezeichen für Rangierfahrten in den Personenbahnhof hinein. Links die Rampe des Güterschuppens

## Betrieb

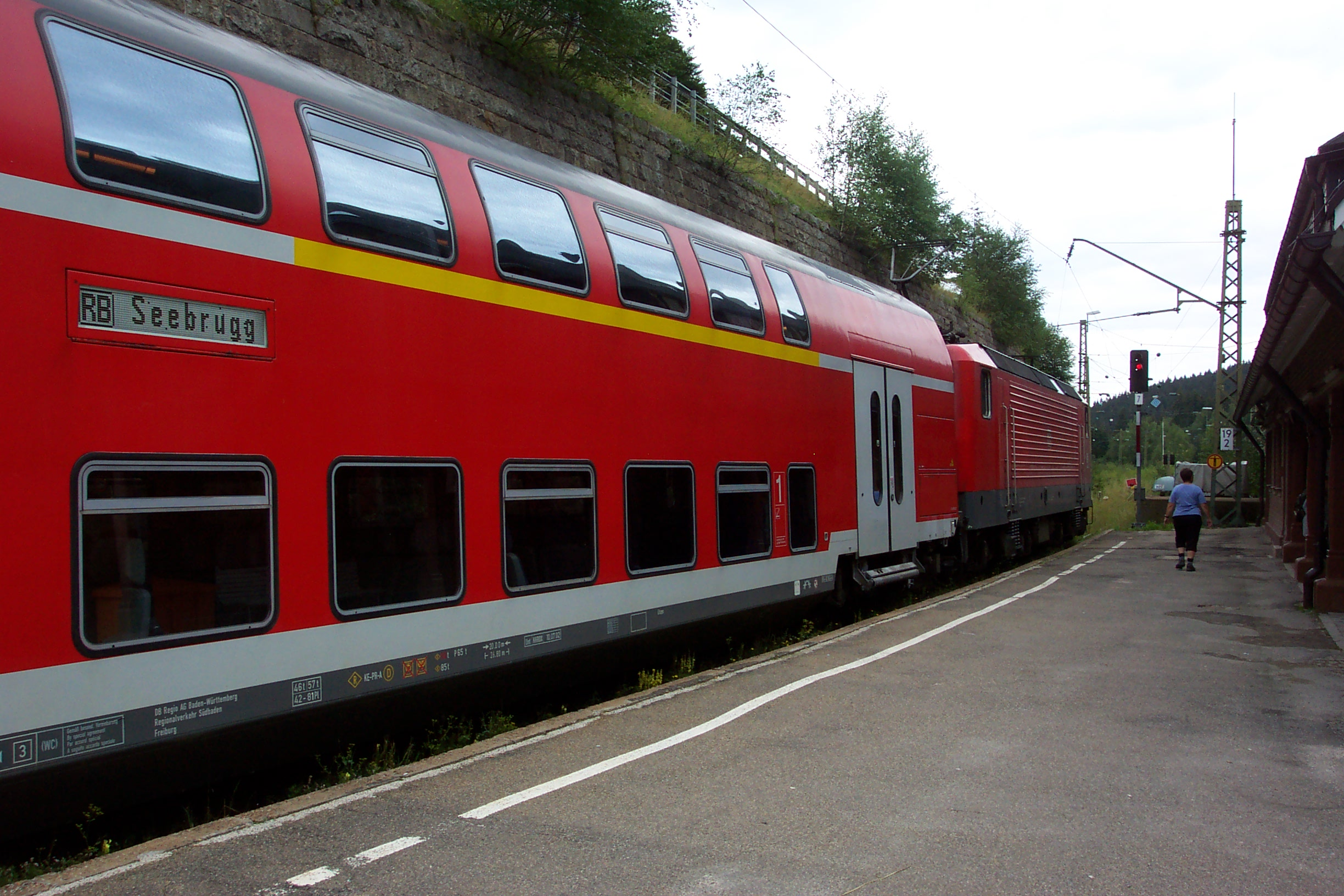
Ein Doppelstockzug der DB Regio in Seebrugg

Der Bahnhof Seebrugg wurde bis 2019 im Stundentakt von Regionalbahnen der DB Regio AG der Linie Freiburg (Breisgau)–Titisee–Seebrugg bedient. Seit Dezember 2019 verkehrt hier die Linie S1 der Breisgau S-Bahn über Freiburg nach Breisach, ebenfalls in Stundentakt.
| Linie | Verlauf | Takt   |
| ----- | --- | ------ |
| S1    | (Breisach – Ihringen – Wasenweiler – Gottenheim – Hugstetten – Freiburg-Landwasser – Freiburg Messe/Universität – Freiburg Klinikum –) (einzelne Züge morgens/abends) Freiburg (Breisgau) Hbf – Freiburg-Wiehre – Freiburg-Littenweiler – Kirchzarten – Himmelreich – Hinterzarten – Titisee – Feldberg-Bärental – Altglashütten-Falkau – Aha – Schluchsee – Seebrugg Züge verkehren zwischen Gottenheim und Freiburg Hbf vereinigt mit S11 von/nach Endingen, zwischen Freiburg Hbf und Titisee vereinigt mit S10 nach/von Villingen Stand: Fahrplanwechsel Dezember 2022 | 60 min |

Seebrugg ist außerdem Ausgangspunkt einiger Regionalbuslinien von Südbadenbus, die nach Sankt Blasien, Neustadt (Schwarzwald) sowie Waldshut fahren.

## Umwandlung zum Museumsbahnhof
Im Jahr 2008 drohte den umfangreichen Gleisanlagen des ehemaligen Güterbahnhofs Seebrugg der Abriss. Die im selben Jahr gegründete Interessengemeinschaft 3-Seenbahn e. V. konnte dies verhindern und schließlich 2014 die Gleise vollständig sanieren. Das Gelände soll zu einem Freilichtmuseum ausgebaut werden und den typischen Endbahnhof einer Nebenbahn in der Zeit von 1945 bis 1960 repräsentieren. Der Verein führt außerdem von Seebrugg aus regelmäßige Sonderfahrten mit historischen Dampfzügen durch.